# Право не отвечать на вопросы
«Право не отвечать на вопросы» (англ. The Right To Remain Silent) — американская теледрама по роману Марка Фаузера. Рейтинг R — подросткам до 17 лет просмотр обязательно в присутствии родителей.

## Сюжет
В свой первый день службы в полиции Кристин Пейли получает указание о том, насколько грубая ей предстоит служба. Ей предстоит обычная работа полицейского, в том числе — аресты. За время работы перед Пейли проходит целая галерея людей из всех слоев общества. Каждый имеет свою историю: иногда — смешную, иногда — трагическую, иногда — трагикомическую. Среди них — и подозреваемые, и жертвы. Например, Том Харрис, который, управляя машиной в нетрезвом виде, сбил насмерть девочку; или Николь Савита, ВИЧ-инфицированная учительница, ставшая жертвой уличного нападения после того, как была уволена из-за болезни.
Кристин выглядит иначе, чем другие полицейские, и ведёт себя не так, как большинство. К примеру, она не ест пончики, заслужив у коллег прозвище «чокнутая вегетарианка» (англ. «health nut»). Но уже вскоре опытный и жёсткий лейтенант Майк Бросли начинает чувствовать, что новый сотрудник имеет всё, что нужно для выполнения этой тяжёлой и опасной работы.

## В ролях
| Актёр             | Роль                    |
| ----------------- | ----------------------- |
| Леа Томпсон       | Кристин Пейли           |
| Роберт Лоджиа     | лейтенант Майк Бросли   |
| Джадж Рейнхолд    | Бьюфорд Лоури           |
| Пенелопа Браннинг | Энни                    |
| Коллин Кэмп       | миссис Бьюфорд Лоури    |
| Патрик Демпси     | Том Харрис              |
| Ванда-Ли Эванс    | полицейский регистратор |
| Мэри Пэт Глисон   | Дорис                   |
| Бьорн Джонсон     | член Ку-клукс-клана     |
| Ларри Джошуа      | Симс                    |
| Кен Леско         | грабитель               |
| LL Cool J         | Чарльз Ред Тейлор       |
| Кристофер Ллойд   | Джонни Бенджамин        |
| Фишер Стивенс     | Дейл Майерсон           |
| Кейт Е. Мазур     | подруга Дейла           |
| Аманда Пламмер    | Паулина Маркос          |
| Карл Райнер       | Норман Фридлер          |
| Джеффри Ривас     | Педро Амендес           |
| Лора Сан Джакомо  | Николь Савита           |
| Джек Ширер        | доктор Кол              |
| Джойс Сильвестр   | Коллинс                 |
| Бэрри Томпсон     | офицер полиции          |
| Эллис Уильямс     | чёрный мужчина          |
| Дей Янг           | член правления школы    |
| Дэнни МакБрайд    | в титрах не указана     |

## Съёмочная группа
- Режиссёр — Юбер де ла Буйери
- Продюсеры — Яна Сью Мемел (исполнительный продюсер), Майкл Фишлер (сопродюсер), Том Колвелл, Донна Дуброу, Джон МакТирнан, Хиллари Энн Риппс (ассоциированный продюсер), Дэбби Робинс.
- Сценаристы — Брент Бриско и Марк Фаузер.
- Оператор — Грег Гардинер.
- Композитор — Рэнди Миллер.